# Діброва (Ковельський район)
Дібро́ва — село в Україні, у Голобській селищній територіальній громаді Ковельського району Волинської області. Населення становить 41 осіб.

## Географія
Село розташоване на лівому березі річки Стохід.

## Історія
До 14 серпня 2015 року село входило до складу Майданської сільської ради Ковельського району Волинської області.

## Населення
Згідно з переписом УРСР 1989 року чисельність наявного населення села становила 52 особи, з яких 19 чоловіків та 33 жінки.
За переписом населення України 2001 року в селі мешкала 41 особа. 100 % населення вказало своєю рідною мовою українську мову.